# U-2336
U-2336 – niemiecki okręt podwodny (U-Boot) przybrzeżnego typu XXIII z okresu II wojny światowej, jedna z sześciu jednostek swojego typu wykorzystanych bojowo. Okręt wszedł do służby w 1944 roku.

## Historia
Położenie stępki nastąpiło 27 lipca 1944 roku w stoczni Deutsche Werft w Hamburgu; wodowanie 10 września 1944. Okręt wszedł do służby 30 września 1944 roku.
18 lutego 1945 roku U-2336 przypadkowo staranował i zatopił U-2344; zginęło 11 członków jego załogi. 30 marca dowódca okrętu Oblt. Jürgen Vockel zginął podczas alianckiego nalotu na Hamburg, jego następcą został Kplt. Emil Klusmeier, którego U-2340 został zatopiony wskutek tego samego nalotu.
Okręt odbył jeden patrol bojowy na Morzu Północnym, podczas którego w pobliżu szkockiej Isle of May zatopił 2 statki o łącznej pojemności 4 669 BRT. Były to ostatnie jednostki zniszczone przez U-Booty podczas II wojny światowej (7 maja 1945 roku, kanadyjski parowiec „Avondale Park” i norweski „Sneland I”).
Poddany 15 maja 1945 roku w Kilonii (Niemcy), przebazowany 21 czerwca 1945 roku do Lisahally (Irlandia Północna). Zatopiony 3 stycznia 1946 roku ogniem artyleryjskim niszczyciela HMS „Offa” podczas operacji Deadlight.